# Marry Me
Marry Me – singel Kristy Siegfrids, wydany 1 lutego 2013, pochodzący z albumu Ding Dong!. Utwór napisali i skomponowali Krista Siegfrids, Erik Nyholm, Kristoffer Karlsson i Jessica Lundström.
Utwór wygrał fińskie preselekcje do Eurowizji Uuden Musikiin Kilpailu 2013 i został reprezentantem Finlandii podczas Konkursu Piosenki Eurowizji 2013 w szwedzkim mieście Malmö. 18 maja podczas finału konkursu piosenka zajęła 24. miejsce z liczbą 13 punktów. Kompozycja ponadto reprezentowała Finlandię na Sopot Top of the Top Festival 2013 w koncercie Top of the Top, rywalizując o nagrodę Bursztynowego Słowika.
Oficjalny teledysk do piosenki opublikowany został w serwisie YouTube 13 lutego 2013.

## Lista utworów
- Digital download[1]

1. „Marry Me” – 3:10

## Pozycje na listach przebojów
| Kraj            | Notowanie (2013)        | Najwyższa pozycja |
| --------------- | ----------------------- | ----------------- |
| Finlandia       | Suomen virallinen lista | 6                 |
| Irlandia        | IRMA                    | 99                |
| Islandia        | Tónlist                 | 29                |
| Niemcy          | Official German Charts  | 84                |
| Szwecja         | Sverigetopplistan       | 50                |
| Wielka Brytania | UK Singles Chart        | 102               |